# Кудря Вячеслав Миколайович
Вячеслав Миколайович Кудря (нар. 21 березня 1979, Черкаси) — український футболіст та футзаліст, що грав на позиції нападника і захисника. Відомий за виступами насамперед у клубі вищої ліги «Чорноморець» з Одеси та в клубі вищої ліги Казахстану «Єсіль».

## Клубна кар'єра
Вячеслав Кудря народився в Черкасах. і розпочав займатися футболом у місцевій ДЮСШ «Дніпро-80». У 1997 році розпочав виступи на футбольних полях у складі аматорської команди з Черкас «Рибка», у сезоні 1997—1998 років грав також у складі футзальної команди «Фотоприлад» з Черкас. У 1998 році Кудря дебютував у професійному футболі у складі команди першої ліги ФК «Черкаси», де поступово став гравцем основи, а після вильоту черкащан до другої ліги став її кращим бомбардиром. На початку 2002 року футболіст переходить до складу одеського «Чорноморець», який на той час грав у першій лізі. За підсумками сезону 2001—2002 років одеська команда повернулась до вищої ліги, й Кудря провів до кінця року 4 матчі за «Чорноморець» вже у вищій лізі. На початку 2003 року футболіст грав у складі казахської команди вищої ліги «Єсіль».
На початку сезону 2003—2004 років Вячеслав Кудря повернувся до черкаської команди, яка на той час грала в другій лізі, та виступав у ній до 2005 року. У другій половині 2005 року футболіст переходить до складу команди першої ліги «Спартак» з Івано-Франківська. На початку 2006 року Кудря перейшов до іншої команди першої ліги «Оболонь» з Києва, проте зіграв у її складі лише 2 матчі, після чого до 2014 року грав виключно в аматорських клубах.